# Kazuyuki Kyōya
Kazuyuki Kyōya (jap. 京谷 和幸, Kyōya Kazuyuki; * 13. August 1971 in Muroran) ist ein ehemaliger japanischer Fußballspieler und Rollstuhlbasketballspieler.

## Karriere

### Fußball
Er begann seine Karriere bei JEF United Ichihara, wo er von 1990 bis 1993 spielte. 1993 beendete er seine Spielerkarriere.

### Rollstuhlbasketball
Er wurde in den Kader der Sommer-Paralympics 2000, 2004, 2008 und 2012.